# Kisielany-Kuce
Kisielany-Kuce – wieś w Polsce położona w województwie mazowieckim, w powiecie siedleckim, w gminie Mokobody. Ma status sołectwa. Leży 11 km na północny zachód od Siedlec.
Wierni Kościoła rzymskokatolickiego należą do parafii św. Marii Magdaleny w Suchożebrach.
Mieszkańcy zajmują się głównie rolnictwem (uprawa zbóż i ziemniaków, sadownictwo, hodowla bydła i trzody chlewnej) lub pracą w pobliskich Siedlcach. Na terenie wsi działa także zakład wylęgu drobiu należący do ogólnopolskiej firmy Drosed.
Do 1999 we wsi działała także szkoła podstawowa, w której prowadzono nauczanie początkowe dla dzieci z Kisielan-Kuców i Kisielan-Żmichów. Obecnie dzieci pochodzące z obydwu tych miejscowości uczęszczają do SP w Mokobodach.
W latach 1975–1998 miejscowość administracyjnie należała do województwa siedleckiego.